# Licencja ISC
Licencja ISC – licencja wolnego oprogramowania autorstwa Internet Systems Consortium. Zezwala na korzystanie z programu i jego kodu źródłowego w dowolnym celu, pod warunkiem zachowania informacji o autorze wraz z treścią licencji. Ponadto autor nie udziela żadnych gwarancji związanych z programem. Tym samym licencja ISC odpowiada warunkom korzystania, na jakie zezwalają licencje 2-klauzulowa BSD i MIT, jest jednak od nich krótsza i napisana prostszym językiem, z pominięciem słownictwa uznanego przez Konwencję berneńską za zbędne.
Z licencji ISC korzysta między innymi projekt OpenBSD.